# Raḩmānābād (ort i Iran)
Raḩmānābād (persiska: رَحمَنابادِ اَنوچ, رَحمانابادِ اَنوج, رَحمان آباد, Raḩmanābād-e Anūch, رحمان آباد) är en ort i Iran.   Den ligger i provinsen Hamadan, i den nordvästra delen av landet, 300 km sydväst om huvudstaden Teheran. Raḩmānābād ligger 1 867 meter över havet och antalet invånare är 399.
Terrängen runt Raḩmānābād är platt österut, men västerut är den kuperad.Runt Raḩmānābād är det tätbefolkat, med 257 invånare per kvadratkilometer. Närmaste större samhälle är Oshtorīnān, 9,6 km sydost om Raḩmānābād. Trakten runt Raḩmānābād består i huvudsak av gräsmarker.